# Megophrys sangzhiensis
Megophrys sangzhiensis es una especie de anfibio anuro de la familia Megophryidae.

## Distribución geográfica
Esta especie es endémica de la provincia de Hunan en la República Popular de China. Habita en el condado de Sangzhi.

## Descripción
El holotipo de Megophrys sangzhiensis, de un macho adulto, mide 54.7 mm.

## Taxonomía
El espécimen que permitió la descripción de esta especie fue clasificado inicialmente bajo la especie Megophrys caudoprocta. Se diferencia en particular por su tamaño más pequeño, la presencia de un tubérculo más pequeño en el borde exterior del párpado superior, un vientre y un pecho amarillentos con manchas de color marrón oscuro o rojo anaranjado.

## Etimología
El nombre de su especie, compuesto por sangzhi y el sufijo latín -ensis, significa "que vive, que habita", y le fue dado en referencia al lugar de su descubrimiento, el condado de Sangzhi.

## Publicación original
- Jiang, Ye & Fei, 2008 : A New Horn Toad Megophrys sangzhiensis from Hunan, China （Amphibia，Anura）. Zoological Research, vol. 29, p. 219-222[3]